# Гундовальд
Гундовальд (от фракского «Смелый воин»; прозвище — Балломер; убит в 585) — король-узурпатор франкского королевства Аквитания в 584—585 годах. Был непризнанным сыном правителя Суассонского королевства Хлотаря I (таким образом мог относиться к династии Меровингов), или, возможно, только назывался таковым.

## Биография

### Ранние годы
Единственным источником рассказывающем о мятеже Гундовальда служит сочинение епископа Григория Турского, известное под названием «История франков». Появившись на страницах VI книги, Гундовальд становится одним из основных героев его VII книги. Согласно этим данным, Гундовальд родился в Галлии в конце 540-х или начале 550-х годов. Его родители были из хорошего рода, коль скоро он получил прекрасное образование. Когда позже король Гунтрамн назвал его сыном мельника или шерстобита, это заявление вызвало усмешку даже при его дворе. В день рождения Гундовальда его отцом официально признал себя мужчина, имя которого неизвестно, но мать утверждала, что на самом деле Гундовальд — сын короля франкского Суассонского королевства (позднее и ряда других областей) Хлотаря I. Поскольку у последнего было множество детей по всей Галлии, это утверждение столь же правдоподобно, сколь и не поддаётся проверке. Тем не менее дама основала на нём некоторые притязания и позволила сыну отрастить волосы, ибо только представителям Меровингов позволялось быть длинноволосыми. Рассчитывая на этот его отличительный признак как на аргумент — и, возможно, на некоторые свидетельства своей связи с Хлотарём I, — она вместе с мальчиком направилась к правителю Парижского королевства Хильдеберту I (брату Хлотаря I) со словами: «Вот твой племянник, сын короля Хлотаря. Так как отец его ненавидит, возьми его к себе, ведь он одной с тобой крови». Поскольку наследника у этого короля не было, он принял мальчика к себе, возможно, чтобы усыновить.
Когда об этом узнал Хлотарь I, он послал к брату гонцов с просьбой отпустить Гундовальда к нему, и, после выполнения этого требования, произошла встреча сына с отцом. Результатом встречи стало заявление Хлотаря I о том, что Гундовальд не его сын. Чтобы рассеять любые сомнения, он велел остричь мальчика. С тех пор Гундовальд получил прозвище «Балломер» — это игра слов, приблизительно означающая «дурной Меровинг». Вероятно, далее Гундовальд жил при дворе Хлоторя I.
После смерти Хлотаря I Гундовальд, ещё юный, примкнул к «верным» своего предполагаемого брата Хариберта I, который тоже отнёсся к нему бережно. Когда в 567/568 году последний умер, молодой человек решил, что снова можно выдвинуть притязания на престол и ради этого отрастил себе волосы. Умерить его притязания взялся король Австразии Сигиберт I, он снова остриг его и упрятал в Кёльн, однако тому быстро удалось бежать. Он покинул Франкское королевство и добрался до византийской Италии, где отдал себя под покровительство императорского представителя, полководца Нарсеса. Поскольку Сигиберт I вёл тогда холодную войну с Византией, это был настоящий переход на сторону противника.

### В изгнании
В Италии Гундовальд женился на женщине, которая принесла ему двух сыновей. Потом, по смерти супруги, он направился в Константинополь, где его ждал превосходный приём. Похоже, предполагаемый сын Хлотаря сохранил контакты с королевой Радегундой — у которой в Константинополе были и другие родственники — и с Инготрудой, матерью епископа Бетрамна Бордоского, ставшей монахиней в Туре. Франкские послы, бывшие в Константинополе, естественно, приветствовали его как принца в изгнании, а в 582 году к нему явился с поклонами герцог Гунтрамн Бозон. Согласно Григорию Турскому, когда Гундовальд осведомился о здоровье франкских королей, своих родственников, герцог сказал, что Сигиберт умер, у Гунтрамна больше нет детей, а Хильперик теряет своих одного за другим; надежды меровингского рода зиждутся только на юном Хильдеберте II. Гунтрамн Бозон якобы также пригласил претендента в Галлию от имени австразийских магнатов, клятвенно заверив, что никто больше не усомнится в его происхождении и что он получит в Провансе великолепный приём. В конце 582 года Гундовальд отплыл в Галлию.
Неизвестно, получил ли Гунтрамн Бозон приказ вернуть Гундовальда от регента Эгидия или действовал по собственному почину. Григорий Турский не рискует делать ясный вывод. Приезд в Марсель меровингского принца, претендующего на часть королевства, явно представлял собой враждебное действие по отношению к королю Бургундии Гунтрамну. Значит он вполне согласовался с пронейстрийской политикой Эгидия. Некоторые обвиняли королеву Брунгильду в приглашении узурпатора. Но эта гипотеза представляется совершенно абсурдной. В 577 году королева не пожелала поддержать Меровея, чтобы не ставить сына под угрозу и вряд ли она через пять лет стала бы способствовать усилению какого-то Гундовальда, возраст и сторонники которого делали его явно более опасным соперником для Хильдеберта II.
Того, кто действительно инициировал приезд претендента, несомненно следует искать в Византии — это был император Маврикий, недавно, 14 августа 582 года, взошедший на трон. Ведь когда Гундовальд зимой 582/583 прибыл в Прованс, он располагал столь значительным запасом денег, на который не хватило бы ни его личных средств, ни вероятных подарков австразийцев. Такое состояние могли дать ему только византийцы. Логику этого финансирования легко понять; поскольку не один из трёх царствующих Меровингов — ни Гунтрамн, ни Хильдеберт II, ни Хильперик I — не желали посылать войска против лангобардов, захвативших Италию, император хотел, чтобы в Галлии появился новый франкский король, который стал бы его союзником. Предполагалось, что на полученные деньги Гундовальд купит «верных» и наберёт армию; эти войска как и права на наследство, признания которых он мог добиться, должны были позволить ему выкроить себе королевство, из которого он сможет посылать франкские армии на помощь византийской Италии. Так что герцог Гунтрамн Бозон необязательно был главным инициатором приезда Гундовальда, самое большое — непосредственным организатором. Впрочем, это осознаёт и Григорий Турский. Обвинение против герцога возникает на страницах его «Истории» сравнительно поздно и появляется, лишь когда Брунгильде и королю Гунтрамну нужен был крайний чтобы прекратить кризис.

### Первая попытка захватить власть
Византия дала золото, но не предоставила ни одного солдата для столь ненадёжной авантюры в Галлии. Кроме длинных волос и большого богатства, у претендента в общем было немного козырей. Кстати, приём, который он встретил при высадке в Марселе с корабля, свидетельствует, что австразийцы ещё не знали, как к нему отнестись. Епископ Теодор Марсельский, союзник Эгидия, принял его тепло и предоставил коней. Такой же энтузиазм проявил некий епископ Епифаний, возможно, номинальный обладатель кафедры во Фрежюсе. Этого прелата изгнали лангобарды, и прибытие претендента, благосклонно смотрящего на сближение между франками и Византией, вполне могло его вдохновлять. Но в то же время ректор Прованса Динамий, принадлежавший к пробургундской партии, никак не дал знать, что намерен поддержать пришельца. В Марселе Гундовальд не почувствовал надёжной опоры и выехал в Авиньон, чтобы соединиться с перебежчиком из Бургундского королевства Муммолом, которого австразийские регенты назначили туда герцогом.
Однако Гундовальд не мог знать, что в это самое время внутри Франкского государства происходили перемены союзных отношений. В 583 году Эгидий впал в немилость, и к власти вернулась Брунгильда; Австразия и Бургундия сразу же примирились. Оба королевства немедленно договорились задушить узурпацию в зародыше. С этой целью Брунгильда и Гунтрамн отправили против Гундовальда войска. Герцог Гунтрамн Бозон, может быть, желая скрыть свою ответственность за появление претендента, возглавил австразийскую армию. Чтобы не попасть ему в руки, Гундовальд укрылся на каком-то византийском острове — вероятно, Корсике или Сицилии. Однако союзным австразо-бургундским войскам удалось взять в плен Теодора Марсельского. В поисках козла отпущения Гунтрамн Бозон обвинил последнего «в том, что епископ впустил в Галлию чужестранца, желая отдать королевство франков под власть императора». Теодор, защищаясь, предъявил письмо, подписанное «вельможами короля Хильдеберта» — то есть друзьями Эгидия, — где содержался приказ принять Гундовальда. Подлинность письма была сомнительной, и в любом случае регентство в Австразии уже перешло в другие руки. Поэтому Теодор был передан королю Гунтрамну для суда. Что касается сокровищ, которые во время бегства оставил Гундовальд, то Гунтрамн Бозон и бургундские солдаты поделили их между собой.
Первый эпизод истории Гундовальда завершился. Однако надо было ещё решить судьбу предполагаемых сообщников. Король Гунтрамн обвинил Гунтрамна Бозона в вероломстве, но последний с обычной ловкостью сумел спасти свою голову, пообещав арестовать герцога Муммола. Ради этого он, австразийский полководец, осадил Авиньон, австразийский город, от имени Гунтрамна, бургундского короля, союзного Австразии. Неизвестно, удалось ли Брунгильде уследить за Гунтрамном Бозоном, совершавшим акробатические прыжки из лагеря в лагерь, но она потребовала от него немедленно остановить военные действия. Осада Авиньона была снята.

### Вторая попытка захватить власть

Мятеж Гундовальда

Только после смерти короля Хильперика Гундовальд посмел вновь появиться на континенте. В этом 584 году многие аристократы, епископы и города, прежде зависевшие от Нейстрии, лишились господина. Брунгильда и король Гунтрамн наперегонки захватывали бесхозные земли, но занимались они этим по преимуществу на севере Галлии и в городах на Луаре. Южная Аквитания пока что была предоставлена собственной судьбе, и там казалось, было возможно всё. Действительно, при каждом разделе Франкского государства, начиная с 511 года, Меровинги систематически делили этот регион заново, при том что здесь существовали сильные сепаратистские настроения. Многие аквитанские магнаты мечтали обрести единственного и национального короля. Поскольку ни Гунтрамн, ни Хильдеберт II не соответствовали этому образу, казалось настал удобный момент для победоносного возвращения Гундовальда в качестве короля Аквитании.
Осенью 584 года предполагаемый сын Хлотаря I покинул свой остров с пополненной заново казной, и это означало, что византийцы всё ещё заботились о своём кандидате на франкский трон. Он высадился в Провансе и был принят в Авиньоне Муммолом, который всё ещё владел городом от имени Хильдеберта II, но фактически располагал довольно широкой автономией.
В Авиньоне меровингскому претенденту предложил свои услуги и герцог Дезидерий. Этот крупный нейстрийский чиновник, оставшийся без должности после смерти Хильперика I, пришёл не с пустыми руками: в Тулузе он недавно встретил свадебный кортеж Ригунты, готовый к отъезду в Испанию, и воспользовался царящим беспорядком, чтобы захватить в плен невесту и присвоить то, что осталось от её приданого. Таким образом, Дезидерий предложил мятежному принцу сокровищницу и принцессу. Увы, жениться на последней было довольно сложно: как дочь Хильперика Ригунта считалась племянницей Гундовальда. Чтобы его не обвинили в кровосмешении, предпочёл оставить её в охраняемой резиденции в Тулузе, избавив от последних богатств.

### Провозглашение королём
Однако Гундовальд должен был придумать, как ему выглядеть «франком», ведь враги не упускали случая изобличать его как византийского агента. Поэтому в октябре 584 года он направился в селение Брив и там отряд воинов, подняв его на щит, по чистейшей меровингской традиции провозгласил его королём. Однако когда его в третий раз обносили по кругу, то он упал, так что его едва могли удержать на руках стоящие по кругу люди, что было воспринято многими как дурное предзнаменование. Брив находился на территории, подвластной Лиможу — городу, где толком не знали, какому государю подчиняться. Город входил в приданое Галсвинты, потом, в 570-е годы, стал австразийским, а в 575 году перешёл под нейстрийское владычество. В 584 году на него выдвинул притязания Гунтрамн, но его опередила Брунгильда, добившись, чтобы местные аристократы признали власть Хильдеберта II. У Гундовальда который представлялся королём Аквитании, были все шансы, что его там примут.
Отметим мимоходом: чтобы добраться из Авиньона в Брив, узурпатор должен был обязательно пройти через Овернь, которая принадлежала Брунгильде. Если королеву предупредили, вероятно, она пропустила армию Гундовальда через свои земли. Ведь как раз в то время австразийские войска не могли отойти от Парижа из-за позиции короля Бургундии, не желавшего выдавать Фредегонду. Позволить узурпатору укрепиться в Аквитании значило вонзить шип в пятку Гунтрамна. Однако в покровительстве Гундовальду Брунгильда не заходила далеко. Если тот был коронован в скромном селении Брив, вероятно, австразийцы не дали ему дозволения вступить в Лимож.

### Узурпация власти в Аквитании
Григорий Турский рассказывает, что в конце 584 года небесные знамения возвестили: Бог осуждает восхождение Гундовальда на престол и готовится его покарать. Тем не менее, у Григория, как и всех союзников Брунгильды, были скорее основания для удовлетворённости. В самом деле, возвращение Гундовальда стало чувствительным ударом для Гунтрамна, потерявшего всякую надежду вернуть города Аквитании без боя. На судебном собрании в Париже, состоявшемся в конце 584 года король Бургундии излил свою злобу на Гунтрамна Бозона, прибывшего в качестве посла королевы Австразии.
Однако не следует переоценивать возможности Брунгильды. Она допустила, чтобы в Аквитании произошла узурпация, которая в основном была ей выгодна, но против которой она объективно ничего не могла поделать, даже если бы захотела ей помешать. Сам Гундовальд знал, что Брунгильда скорей нейтральна в его отношении, чем благосклонна к нему, и вёл себя соответственно. Объезжая города Аквитании, в австразийских городах, которые он привлекал на свою сторону, он требовал присяги на верность Хильдеберту II; там он играл роль крупного австразийского чиновника. Но в бургундских или нейстрийских городах, захваченных им, должны были присягать лично ему как полновластному королю. В обоих случаях города оказывались только под его властью. Так Гундовальду удалось наложить руку на Ангулем и Перигё. Однако он вынужден был отказался от мысли дойти до Пуатье, где у Гунтрамна было слишком много сторонников, а у Брунгильды — интересов. Поэтому он решил направиться на юг, где демонстрация силы в начале 585 года позволила ему вступить в Тулузу. Бордо, Каор, Дакс и Базас, похоже, тоже перешли на сторону узурпатора, так что он оказался хозяином значительной части территории к югу от Дордони.

### Сподвижники Гундовальда
Постепенно Гундовальд приобрёл и новых союзников, которые усилили маленькую группу, прежде состоявшую из герцогов Муммола и Дезидерия. По преимуществу это были бывшие чиновники Хильперика, оставшиеся не у дел, как Бладаст или Ваддон, или бургундцы, изгнанные королём Гунтрамном, как воинственный епископ Сагиттарий Гапский. Более удивительно, что старый епископ Бордо Бертрамн, обычно союзник Фредегонды, в свою очередь перешёл в лагерь узурпатора и открыл ему ворота своего города. Возможно, он лелеял мечту стать наставником нового короля. Также известно, что сочувствующие Гундовальду были и в Австразии; он посылал им секретные письма, спрятанные на безобидных с виду табличках для письма, под восковым слоем. Если эти сторонники узурпатора могут показаться многочисленными, не надо из этого делать вывод о массовом переходе франкской знати на его сторону. Будь эти люди нейстрийцами, австразийцами или бургундцами, все они были опальными аристократами, которые понадеялись стать приближёнными нового короля Аквитании.

### Попытки обрести легитимность

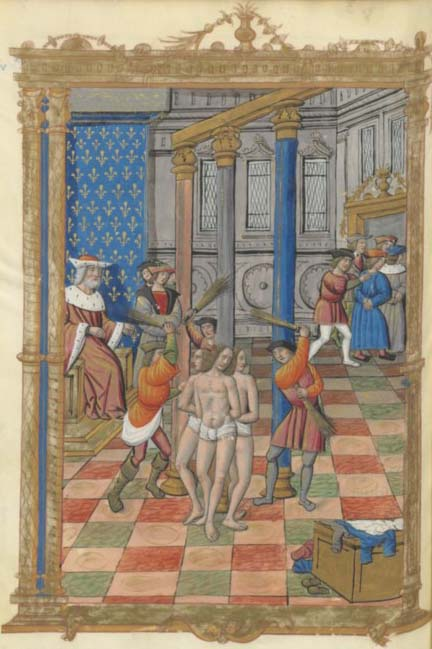
Гунтрамн приказывает пытать послов Гундовальда

Поскольку казна у него уже была и он уже захватил немало территорий, Гундовальд теперь искал элементы, каких ему недостовало для легитимности. Настоящему королю, например, полагалось обладать влиятельным христианским святилищем. Так, Гунтрамн к тому времени владел базиликами Парижа и Орлеана, тогда как Брунгильда контролировала Тур и Бриуд. На землях, завоёванных Гундовальдом, такого престижного места не было, и он попытался приобрести реликвию — большой палец святого Сергия у одного сирийского купца, жившего в Бордо. Святой Сергий был почитаемым восточным мучеником, однако не стоит усматривать в этом поступке «византивизм» меровингского узурпатора. Гундовальд просто пытался приобрести христианскую легитимность, а его сторонники неуклюже старались помочь ему в этом. Ведь герцог Муммол, спеша доставить своему королю выдающуюся реликвию, обращался с костью святого Сергия неаккуратно, и она рассыпалась в прах.
Лучше всего, чтобы восполнить нехватку легитимности, было бы жениться на женщине из знатного рода. Наилучшую из возможных партий представляла собой, Брунгильда, потому что брак с ней принёс бы королю Аквитании славу Сигиберта I и укрепил его права на владение городами Юга. Похоже, Гундовальд через своих союзников в Австразии — а именно через магната Эбрегизила — действительно предложил такой брачный союз. Но Брунгильда не пожелала поддержать этот план. В самом деле, её выход за самозванного короля Аквитании грозил Хильдеберту II утратой прав, и королева снова предпочла быть матерью принца, нежели супругой короля.
Прошло немного времени, и Гундовальд начинал понимать: его авантюра обречена на неудачу, если ему не удастся добиться официального признания со стороны других королей Франкского государства. Ради этого он отправил официальное посольство к королю Гунтрамну. К тому же, чтобы никто не усомнился в его меровингской идентичности, он снабдил своих послов священными ветками, какие когда-то у франков носили полномочные посланники; в конце VI века этот обычай уже граничил с фольклором. Но король Бургундии не дал себя провести. Мало того, что он отказался выслушать заявление Гундовальда, но он приказал пытать членов посольства. Действительно, священное право отправлять посольства подобало только настоящему государю. Дурно обойдясь с представителями мнимого короля Аквитании, Гунтрамн показал, что считает его простым узурпатором.

### Король Бургундии налаживает союзные отношения с Австразией
Для повелителя Бургундии присутствие Гундовальда было решительно невыносимо, но если он хотел подавить мятеж аквитанских городов, он должен был добиться поддержки со стороны Австразии. В обмен на это он изъявил готовность признать Хильдеберта II совершеннолетним. Бургундо-австразийский союз был скреплён, когда дядя и племянник весной 585 года на равных совершали суд над несколькими сообщниками Гундовальда. Гунтрамн воспользовался случаем и попытался вывести Хильдеберта из-под плотной опеки матери, но не сумел. Брунгильда осталась при власти.
Тем не менее Гунтрамн был тонким политиком. Чтобы обеспечить себе верность австразийских союзников, он официально вернул Хильдеберту те аквитанские города, которые когда-то принадлежали Сигиберту I, а потом перешли под власть короля Бургундии. На самом деле все эти территории находились тогда под контролем Гундовальда, и эта уступка просто означала, что Бургундия не выдвинет на них притязания, если они будут отвоёваны. Таким образом, Гунтрамн предоставил Брунгильде выбор: если она хочет вернуть себе десяток городов, пусть перестанет щадить узурпатора. Выгода королевы была очевидной. В обмен на политическое и территориальное укрепление власти Хильдеберта II она окончательно отказалась поддерживать Гундовальда.

### Гундовальд утрачивает свои позиции
После объединения сил Бургундии и Австразии аквитанская авантюра была обречена на поражение. Герцог Дезидерий это хорошо понял и немедленно покинул лагерь мятежников. Гундовальд сам начал опасаться худшего. Он укрыл сыновей за Пиренеями — то ли в одном из византийских анклавов на испанском побережье, то ли, что более вероятно, у вестготов. Действительно, король Леовигильд временно находился в мире с императором; можно даже полагать, что Испания оказывала королю Аквитании какие-то услуги, за деньги. Кроме того, Гундовальд рассчитывал получить поддержку со стороны Фредегонды, с тех пор как его больше не поддерживала Брунгильда. Королева Нейстрии действительно заинтересовалась этим делом, но вмешалась слишком поздно, чтобы оказать какую-то помощь; она довольствовалась тем, что воспользовалась неурядицами в Аквитании, чтобы вернуть обратно свою дочь Ригунту.
Весной 585 года Гундовальд уже остался один с горсткой «верных», когда король Гунтрамн послал против него огромную армию под командованием герцогов Леодегизила и Бозона (крупного бургундского чиновника, которого не следует путать с Гунтрамном Бозоном). Первой победой был захват группы верблюдов, которые везли часть казны Гундовальда. Григорий Турский особо отмечает присутствие этих экзотических животных, поскольку усматривает в этом доказательство, что за спиной предполагаемого сына Хлотаря I стояла Восточная Римская империя. Развивая первый успех, бургундские войска отбили несколько аквитанских городов и оттеснили мятежников к югу. Те в конечном счёте запёрлись в пиренейской крепости Комменж, которую противники осадили.

### Осада Комменжа. Смерть Гундовальда
Комменж был очень хорошо укреплённым городом. Он был расположен на вершине одинокой горы, у подножия коей бил большой родник, заключенный в очень крепкую башню. К этому источнику из города по подземному ходу спускались люди и незаметно черпали из него воду. В городе был такой запас хлеба и вина, что если бы люди Гундовальда сопротивлялись упорно, то продовольствия хватило бы на много лет. Но уже через две недели у осаждённых иссякли надежды на победу, и герцог Бладаст счёл уместным обратиться в бегство. Да и, герцог Муммол, бывший майордом Ваддон, епископ Саггитарий не были готовы погибнуть за короля Аквитании, которого поддержали только из соображений выгоды. При первой возможности они выдали Гундовальда осаждающим в обмен на обещание сохранить себе жизнь. Узурпатор был зверски убит под стенами Комменжа, и бургундские солдаты изуродовали его труп, вырвав ему волосы и длинную бороду, подобавшие королям.

### Отношение к мятежу Гундовальда Григория Турского
Отношение Григория Турского к судьбе Гундовальда характеризуется на удивление тонкими оттенками. Григорий сурово осуждает его узурпацию, но не отрицает напрочь его право царствовать; он обличает насилие во время междоусобной войны, которую тот развязал, но признаёт, что принц умер христианской смертью, потому, что помолился Богу, прежде чем с ним расправились. Это отношение в общих чертах соответствует позиции Брунгильды: она покровительствовала Гундовальду, сохраняя благожелательный нейтралитет, пока он был только претендентом, но ничего не сделала, чтобы его спасти, с момента, когда он начал приобретать облик настоящего короля.

### Последствия мятежа
Эта корыстная симпатия австразийцев к узурпатору объясняет, почему шрамы от этого дела не затягивались ещё долго. Ведь король Гунтрамн был не из тех, кто позволил бы подобной авантюре повториться. Нарушив данное слово, он в острастку своим магнатам, велел расправиться с герцогом Муммолом и епископом Саггитарием. И в течение нескольких лет король Бургундии по прежнему преследовал бывших сообщников узурпатора, тогда как Брунгильда оказывала им покровительство; как известно их участь ещё не была до конца решена даже к началу переговоров о заключении Анделотского пакта в ноябре 587 года, во время которых убили герцога Гунтрамна Бозона. И даже в 589 году, в период возросшей напряжённости, король Бургундии ещё раз обвинил Брунгильду, что она хочет жениться на одном из сыновей Гундовальда.
С византийской стороны смерть узурпатора не вызвала никаких протестов. Официально император Маврикий не нёс ответственности за прибытие Гундовальда. Однако, хоть их кандидат на франкский престол и потерпел неудачу, византийцы могли быть довольны результатами вложения своих капиталов. Затратив некоторое количество золота, чтобы вывести на арену Франкского государства новое действующее лицо, они ослабили Гунтрамна и способствовали возвышению Брунгильды. А ведь Бургундия по-прежнему отказывалась идти на соглашения с Византией, тогда как Австразия уже всем своим прошлым показала, что она — лучшая союзница империи против лангобардов.